# Cirkoviróza papoušků

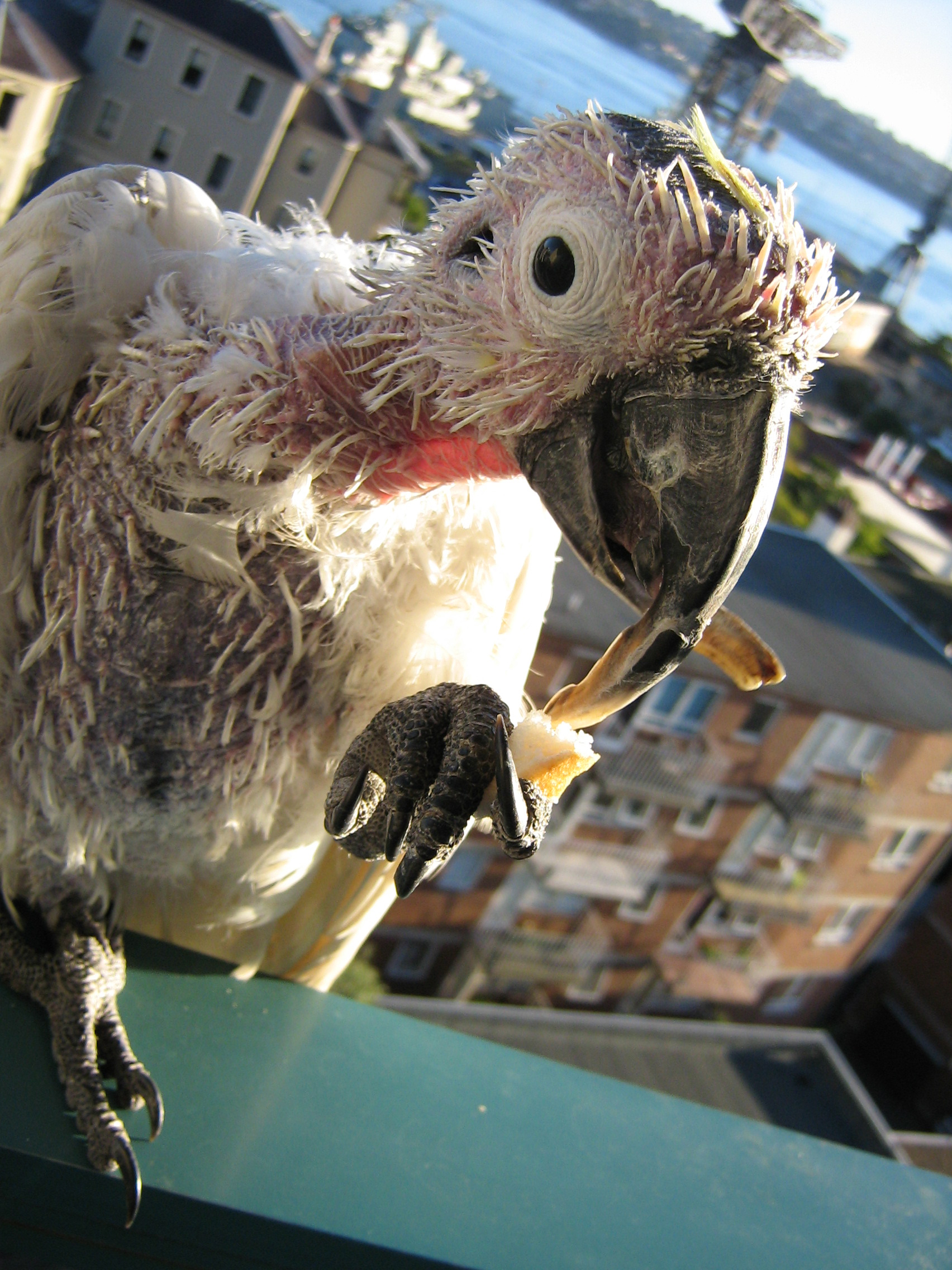
Cirkoviróza papoušků (kakadu žlutočečelatý)

Cirkoviróza papoušků (CP) je akutní nebo chronicky probíhající virové onemocnění papoušků, charakterizované dystrofickými změnami peří a jeho vypadáváním, někdy i deformacemi zobáku, a často také úhynem. Poprvé byla nemoc pozorována u kakaduů v Austrálii (Perry, 1981). Díky intenzivnímu obchodu s exotickými ptáky se onemocnění celosvětově rozšířilo a dnes je známo u více než 40 druhů Psittaciformes. Pro chovy a chovatele papoušků představuje velmi závažné onemocnění. Dříve používaný název – „Onemocnění zobáku a peří papoušků“ (včetně zkratky PBFD z anglického názvu Psittacine Beak and Feather Disease) je dnes nahrazován odborně vhodnějším pojmem „Cirkoviróza papoušků“.

## Příčiny nemoci (etiologie)
Původcem onemocnění je neobalený virus z rodu Circovirus z čeledě Circoviridae. Dosahuje velikosti 14-16 nm. Způsob replikace není znám, protože se zatím nepodařila jeho kultivace in vitro. Doposud izolované virusy jsou antigenně shodné. Sekvence jejich nukleových kyselin jsou silně konzervativní, což umožňuje identifikaci pomocí PCR. Virus CP je velmi odolný k teplu i komerčním dezinfekčním prostředkům.

## Vznik a průběh nemoci (epizootologie)

### Hostitel
Původně se předpokládalo, že CP je onemocnění pouze papoušků Starého Světa a Jižního Pacifiku, z nichž za nejvnímavější byli považováni kakaduové bílí (Cacatua alba) a růžoví (Eolophus roseicapillus). Dnes je CP považována za enzooticky se vyskytující onemocnění u volně žijících populací kakadua žlutočečelatého (Cacatua galerita), růžového, naholícího (Cacatua sanguinea), inka (Cacatua leadbeateri), rosel Pennantových (Platycercus elegans), andulek a loriho mnohobarvého (Trichoglossus haematodus). Protože aktuální rozsah hostitelů viru CP není znám, předpokládá se vnímavost všech papouškovitých ptáků, přičemž mladí jedinci jsou mnohem vnímavější k onemocnění než starší ptáci. U jiných ptáků než Psittaciformes nebylo toto onemocnění diagnostikováno.

### Přenos
Virus CP byl izolován z trusu a volete různých druhů infikovaných papoušků a také v chovném prostředí. K horizontálnímu přenosu infekce dochází přímým kontaktem s nemocnými ptáky, při krmení mláďat infikovanými rodiči nebo nepřímo přes trusem kontaminované krmivo či vodu. Péřový prach, vyskytující se v místnosti s chovanými infikovanými ptáky, obsahuje vysokou koncentraci viru a představuje důležité vehikulum pro perzistenci viru v prostředí i přirozený způsob jeho přenosu. Výskyt nemoci i u uměle líhnutých mláďat od CP pozitivních rodičů podporuje existenci vertikálního přenosu viru. Byl také popsán stav virusonosičství, kdy dospělí ptáci bez zjevných klinických příznaků vylučují virus horizontálně i vertikálně.

### Patogeneze
Po nakažení papouška dochází primárně k infekci a destrukci lymfatických buněk ve Fabriciově burze a thymu a rozšíření viru krví do dalších tkání, zejména do pokožky. Úbytek lymfatických buněk se projeví zhoršením imunity papoušků, což usnadňuje infekce sekundárními nebo oportunními patogeny (bakterie, plísně, kryptosporidie, chlamydie, virusy); ty jsou také nejčastější příčinou vlastního úhynu CP nemocných ptáků. Mladí jedinci jsou mnohem vnímavější k onemocnění než starší ptáci. Častější a těžší průběh CP u mladých ptáků pravděpodobně souvisí s vývojem imunitního systému. Infikovaní ptáci vytvářejí protilátky. Faktory, které určují, zda pták bude fatálně (smrtelně) infikován nebo imunologicky reagovat, závisejí na věku při infekci, přítomnosti a titru mateřských protilátek, způsobu infekce a množství infikujícího viru

## Projevy nemoci (symptomatologie)
CP je progresivní onemocnění s možnými remisemi (přechodné vymizení příznaků nemoci) v období mimo pelichání. S výjimkou andulek, loriů, agapornisů a papoušků Pionus spp. a někdy i mláďat arů, kteří se mohou spontánně uzdravit, klinicky zjevné formy CP jsou zpravidla fatální. Většina infikovaných ptáků přežívá méně než 6 měsíců až jeden rok po výskytu klinických příznaků, přestože jsou známy případy, kdy ptáci i bez peří přežívali mnoho let. K úhynům obvykle dochází buď kvůli změnám vyvolaných sekundární infekcí, nebo jsou ukončeny eutanazií pro nevratné změny, zejména na zobáku. U postižených kakaduů bývá často diagnostikována kryptosporidióza, považovaná obecně za onemocnění imunodeficitních pacientů.
Inkubační doba (ID) je variabilní a liší se podle druhu papoušků. Čím starší jsou ptáci při infekci, tím je ID delší; může být i měsíce až roky. Minimální ID pozorovaná při experimentálních pokusech byla 21-25 dní.

### Klinika
Klinické příznaky jsou rovněž variabilní i u ptáků plně vnímavých. CP postihuje nejčastěji papoušky do 3 roků věku, postiženi ale mohou být i ptáci starší . Výskyt CP u dospělých papoušků bývá většinou způsoben stresem, kdy dochází k exacerbací latentní infekce, ke které došlo v mladém věku. Klinicky se rozlišuje průběh perakutní, akutní a chronický. Záleží na věku, kdy dojde k výskytu prvních klinických příznaků.
- Perakutní průběh se může vyskytovat u čerstvě vylíhnutých mláďat (neonátů), která vykazují příznaky septikémie doprovázené pneumonií, enteritidou, rychlou ztrátou hmotnosti a úhynem; poruchy v opeření mohou chybět. Perakutní forma je častá zejména u kakaduů a žaků (Psittacus erithacus). Z diagnostického hlediska je důležité kompletní patologické vyšetření náhle uhynulých ptáků.

- Akutní forma CP je obvykle zjišťována u papoušků ve věku kolem 28-32 dní, během tvorby prvního peří po výměně prachového pápěří. Projevuje se několikadenní depresí a nechutenstvím s následnými změnami vyvíjejícího se peří, včetně nekrózy, fraktur, zkroucení, krvácení nebo předčasného vypadávání postižených per. Někdy může být postiženo jen několik málo per, ptáci jsou ale neteční, vykazují stázi volete a mají průjem. K úhynům dochází většinou za 1-2 týdnů. Mláďata vykazující příznaky onemocnění v průběhu vývoje nových per mohou mít během jednoho týdne postiženo až 80-100 % péřového traktu, zatímco u mláďat postižených až po ukončení vývoje obrysového peří mohou být dystrofické změny omezeny pouze na pera křídel a ocasu. Takový klinický obraz je častý zejména u mladých kakaduů žlutočečelatých (Cacatua galerita) a agapornisů. U papoušků s pigmentovaným peřím může docházet ke změně zbarvení per.

- Chronická forma CP je charakterizována výskytem abnormálně vyvinutého peří při každém pelichání. Projevuje se náhradou normálních prachových per peřím neživým, jehož vývoj a růst se zastavuje krátce po vývinu z péřového folikulu. S postupujícím onemocněním jsou postihována i obrysová pera primárních a sekundárních letek, rýdovací pera a pera na hlavě. Vyšší vnímavost prachového peří souvisí s jeho kontinuální obměnou v porovnání se sezónním pelicháním obrysových per. Přesto byly popsány případy, kdy ptáci vykazovali dystrofické změny pouze obrysových per, s minimálním postižením prachové peří. Změny opeření jsou představovány perzistencí keratinových pochev, krváceninami do vazivové pulpy brku, frakturami ostnu a nedostatečným vývojem pera. Mohou se také vyskytovat zkroucená, deformovaná pera, krátké, paličkovité peří, stresové linie v praporu a zúžení při bázi brků. Nové peří se láme, vypadavá a postupně může dojít až k úplné ztrátě opeření (plešatost). U neopeřených ptáků bylo pozorováno nahnědlé zbarvení kůže vlivem slunečního záření. Ptáci s různým stupněm postižení peří mohou dále žít měsíce i roky; úhyn je obvykle v důsledku sekundárních infekcí.

- Změny zobáku a v dutině zobáku u CP pozitivních ptáků obvykle následují až po výskytu abnormálního opeření a jsou charakterizovány prodloužením, příčnými nebo podélnými frakturami zobáku, nekrózou patra a ulcerací sliznice dutiny zobáku, jazyka a volete. Nekróza horního zobáku může proximálně postupovat až k patru a postihovat i mezičelistní kost. Případné sekundární bakteriální nebo plísňové infekce zhoršují stav. Dolní zobák bývá postižen méně často. Zobák, normálně šedé barvy, může být tmavý až černý, s abnormálně intenzivní leskem, v důsledku nedostatku péřového prachu. Postižení drápů, projevující se deformacemi, frakturami, nekrózou a odpadáváním drápů, se vyskytuje ojediněle. K deformacím zobáku dochází obvykle při chronickém průběhu CP, u ptáků s rozsáhlými malformacemi opeření. Mohou se ale vyskytovat i jedinci se silným poškozením zobáku a s relativně minimálním postižením opeření. Pravděpodobně závisí na druhu a věku ptáků, případně dalších dosud neznámých faktorech. Např. u kakaduů žlutočečelatého, růžového, naholícího a moluckého (Cacatua moluccensis) je postižení zobáku relativně časté.

## Diagnostika
U všech papoušků s malformacemi a progresivní ztrátou peří by se měla předpokládat infekce virem CP. Předběžná diagnostika zahrnuje klinické a patologické vyšetření. Konečnou diagnózu CP umožňují až další laboratorní techniky detekující virus, virové antigeny nebo nukleové kyseliny v krvi nebo tkáních, jako jsou např. elektronová mikroskopie, imunohistochemické metody, hybridizace in situ nebo PCR. Technika PCR je v současné době považována za nejvhodnější způsob diagnostiky i kontroly výskytu infekce, proto všichni vnímaví ptáci by měli být pravidelně testováni. Je to důležité zejména u chovných ptáků a ptáků nově zakoupených. PCR lze také použít ke kontrole chovného prostředí. Pozitivní krevní test u papoušků s abnormalitami peří indikuje akutní infekci, zatímco u ptáků zjevně normálních (bez změn peří) indikuje latentní infekci nebo nedávnou infekci s virémií. Takoví ptáci by měli být opakovaně vyšetřeni za dalších 90 dní a při přetrvávající pozitivitě jsou považováni za latentně infikované (virusonosičství). V případě negativity u druhého vyšetření lze předpokládat vymizení viru z organismu.
Diferenciální diagnostika. Chronickou formu CP je možné zaměnit za polyomavirózu. Abnormální peří při polyomaviróze typicky vymizí po 1-2 cyklech pelichání, kdežto CP změny se stávají progresivnějšími po každém pelichání. Může ale existovat i duální infekce oběma virusy současně. Z dalších infekcí je nutné odlišit adenoviry, bakteriální nebo plísňové folikulitidy, septikémie. Výskyt malformovaného peří je také možný z neinfekčních příčin, jako jsou trauma, vytrhávání peří, nutriční deficience, endokrinní abnormality a reakce na některé léky (např. penicilin, cefalosporiny).

## Terapie a prevence
Účinná terapie neexistuje. Bylo zkoušeno mnoha způsobů léčby papoušků postižených CP, zatím většinou s nejistými výsledky. Latentně infikovaní ptáci mohou žít po dlouhou dobu, je-li zajištěno vhodné chovatelské prostředí bez stresů a podpůrná léčebná péče (probiotika, imunostimulancia). Měli by ale být chováni izolovaně od ostatních vnímavých ptáků, zejména mláďat. Dojde-li k postižení zobáku (příp. i drápů), jsou tyto změny bolestivé, zejména jsou-li sekundárně infikovány. V takovém případě je indikována eutanazie. Sekundární infekce se ošetřují podle etiologie a potřeby. Vzhledem k možnému výskytu kryptosporidiózy u imunosupresovaných ptáků, doporučuje se neopomenout speciální vyšetření na toto onemocnění.
Odolnost viru CP v prostředí není známa, ale vzhledem k jeho termostabilitě odolává mnoha běžně používaným dezinfekčním prostředkům. K dezinfekci jsou proto doporučovány zejména kvartérní amonné soli a jodové preparáty, pro ošetření pomůcek (pilníky, nůžky apod.) glutaraldehyd. Neonáti papoušků, kteří jsou nejvnímavější k CP, by neměli být chováni v prostředí, které bylo kontaminováno trusem nebo péřovým prachem od CP pozitivních ptáků. Někteří praktici doporučují oddělený odchov až do 2 roků věku. U nově nakoupených ptáků je nezbytná karanténa a kontrolní vyšetření PCR. Umělé líhnutí a krmení mláďat z ruky nevylučuje možnost výskytu CP a navíc přináší nebezpečí, že mláďatům budou chybět ochranné látky, jejichž přítomnost se předpokládá ve voleti při krmení rodiči. V USA a Austrálii existují konečně vyráběné vakcíny, které částečně zajišťující ochranu vakcinovaných papoušků. Ve stadiu vývoje jsou antiidiotypové a plasmidové vakcíny.